# El guacamai pirata

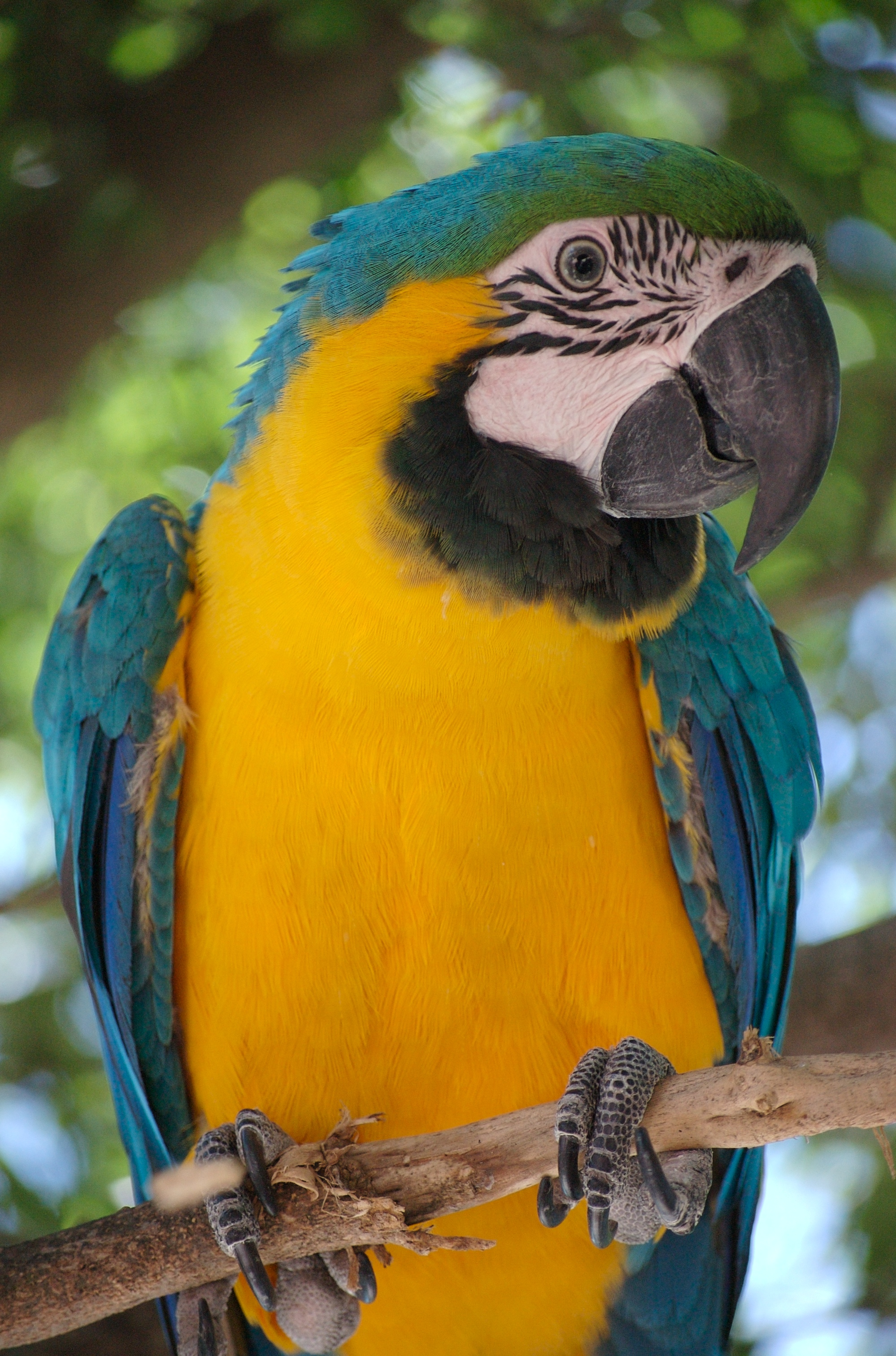
Mac (Veu de John Goodman),un lloro blau i groc,protagonista de la pel·lícula.

El guacamai pirata (títol original: The Real Macaw) és una pel·lícula d'aventures familiar australiana de 1998,dirigida per Mario Andreacchio i protagonitzada per James Croft, Deborra-Lee Furness, Joe Petruzzi, John Waters i John Goodman. Ha estat doblada al català. El guacamai pirata va recaptar 741.876 dòlars en la taquilla a Austràlia.

## Argument
Un lloro blau i groc, antic parlant que es diu Mac es converteix en la salvació per a un home gran, que és amenaçat d'anar a una llar d'avis; quan es descobreix que l'ocell parla coneix el parador d'un tresor amagat dels seus dies amb un pirata. El seu net, decideix anar a la descoberta per descobrir que on està enterrat el tresor ara hi ha un centre turístic.

## Repartiment
- Jamie Croft: Sam Girdis
- Deborra-Lee Furness: Beth Girdis
- Joe Petruzzi: Rick Girdis
- John Waters: Dr. Llanci Hagen
- Jason Robards: avi Girdis
- John Goodman: Veu del Lloro Mac
- Gerry Connolly: Lou Rickets
- Robert Coleby: Mr. St. John
- Petra Yared: Kathy Girdis
- Nathan Kotzur: Scarlatta